# سيف الأمازون الغابرييلي
سيف الأمازون الغابرييلي (الاسم العلمي:Echinodorus gabrielii) هو نوع من النباتات يتبع جنس سيف الأمازون من الفصيلة المزمارية.